# Епархия Ахена
Епархия Ахена (лат. Dioecesis Aquisgranensis) — епархия Римско-Католической церкви с центром в городе Ахен, Германия. Епархия Ахена входит в митрополию Кёльна. Кафедральным собором епархии Аахена является храм Пресвятой Девы Марии.

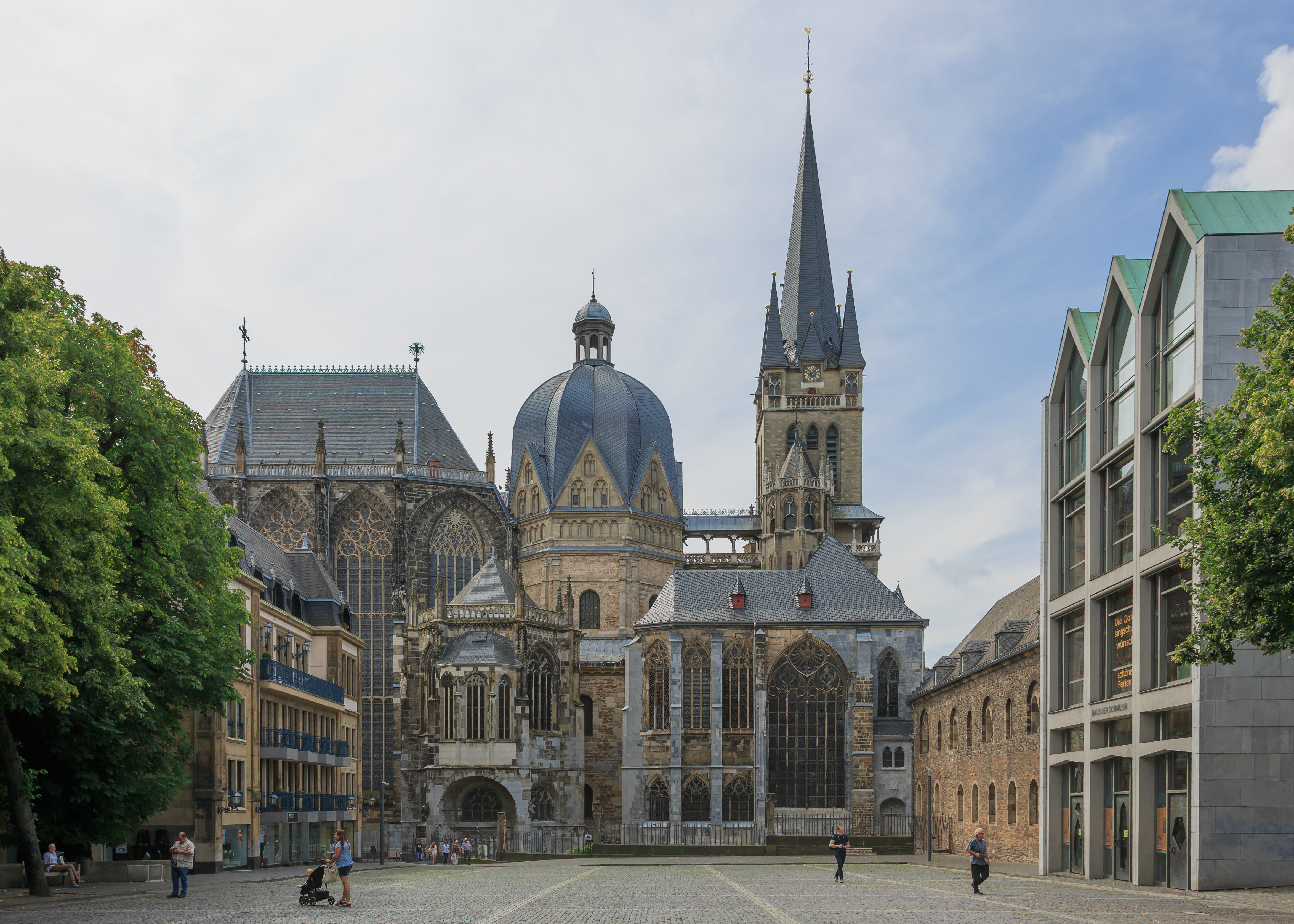
Собор Пресвятой Девы Марии, Ахен, Германия

Герб епископа Ахена

## История
29 ноября 1801 года согласно конкордата Святого Престола с Наполеоном была образована епархия Ахена, которая вошла в Архиепархию Мехелена. Епархия Ахена получила территорию в основном из архиепархии Кёльна, а также небольшие части из епархий Льежа, Утрехта, Рурмонда и Майнца. 16 июля 1821 года папа Пий VIII издал буллу De Animarum Salute, которой фактически упразднил епархию Ахена, передав её земли архиепархии Кёльна. 13 августа 1930 года папа Пий XI воссоздал епархию Ахена своей буллой Pastoralis officii nostri.

## Ординарии епархии
- Марк-Антуан Бердоле (30 мая 1802 — 13 августа 1809);
  - епархия упразднена (1821—1930);
- Йозеф Фогт (30 января 1931 — 5 октября 1937);
- Йоханнес Йозеф ван дер Вельден (7 сентября 1943 — 19 мая 1954);
- Йоханнес Польшнайдер (30 августа 1954 — 13 декабря 1974);
- Клаус Хеммерле (9 сентября 1975 — 23 января 1994);
- Генрих Муссингхофф (12 декабря 1994 — по настоящее время).

## Источник
- Annuario Pontificio, Libreria Editrice Vaticana, Città del Vaticano, 2003, ISBN 88-209-7422-3
- Булла De salute animarum, Raffaele de Martinis, Iuris pontificii de propaganda fide. Pars prima, IV, Romae 1891, стр. 594  (лат.)
- Булла Pastoralis officii nostri, AAS 23 (1931), стр. 34  (лат.)